# Esacus
Esacus Lesson, 1831 è un genere di uccelli della famiglia Burhinidae.

## Tassonomia
Comprende due specie:
- Esacus magnirostris (Vieillot, 1818) - occhione maggiore australiano
- Esacus recurvirostris (Cuvier, 1829) - occhione maggiore indiano